# Hardcore Superstar
Gli Hardcore Superstar sono un gruppo musicale heavy metal formatosi nel 1997 a Göteborg, Svezia.

## Storia
Il loro album di debutto It's Only Rock'n' Roll venne registrato e pubblicato in Svezia nel 1998, ma attrasse subito l'attenzione dell'etichetta discografica inglese Music for Nations, con cui firmarono un contratto poco dopo. Il nuovo album, che divenne l'album di debutto ufficiale della band, si chiamava Bad Sneakers and a Piña Colada e conteneva sia alcune canzoni nuove, sia alcune dell'album It's Only Rock 'n' Roll.
Il 2001 vide l'uscita di Thank You (For Letting Us Be Ourselves), in cui sono contenuti singoli come Shame, Mother's Love e Significant Others (di cui il video ha avuto anche una buona rotazione su MTV soprattutto in orari notturni). Al disco seguì un tour che attraversò Europa, Giappone e Canada. Durante l'estate, inoltre, gli Hardcore Superstar aprirono i concerti di AC/DC e Motörhead in Italia.
All'inizio dell'estate del 2003 venne distribuito il singolo Honey Tongue, che anticipava l'uscita del terzo album, No Regrets; come secondo singolo fu successivamente lanciato Still I'm Glad che raggiunse ottime posizioni nelle classifiche svedesi. Di ritorno dal tour mondiale gli Hardcore Superstar annunciarono di volersi prendere una pausa per un tempo indefinito.
Infatti nel 2005 gli Hardcore Superstar tornarono alla ribalta con l'album omonimo Hardcore Superstar, che ricevette ottimi giudizi in tutto il mondo.
Nell'estate del 2007 venne lanciato il singolo Bastards (Fade Away) che ottenne il disco d'oro, ma che non venne inserito in alcun album. Il successivo disco, Dreamin' in a Casket, pubblicato nel novembre dello stesso anno, confermò l'ottimo stato di forma dell'ensemble nord europeo.
Il 24 gennaio 2008 Thomas Silver, il chitarrista della band, ha inaspettatamente lasciato la band nel bel mezzo del tour mondiale, perché stanco della musica e dei tour, secondo quanto riportato dal comunicato ufficiale. Il resto della band ha comunque rispettato la sua decisione e, grazie a Vic Zino dei Crazy Lixx, sostituto prima temporaneo e poi definitivo, ha proseguito il proprio tour. Nel dicembre 2008 la band ha annunciato il titolo del nuovo album, Beg for It, il primo con la nuova formazione, uscito ufficialmente a giugno.
Nel 2010 viene pubblicato Split Your Lip e, l'anno successivo, la band pubblica il suo primo best of, The Party Ain't Over 'til We Say So, un'antologia di 20 brani nei quali è incluso l'inedito We Don't Need a Cure.
Il 30 ottobre 2012 viene annunciata da Gain e Vic Zino l'uscita del nuovo album, C'mon Take on Me, prevista per il 1º marzo 2013. Il primo singolo di debutto estratto dall'album, One More Minute, viene pubblicato il 30 novembre 2012, mentre il secondo singolo Above the law viene pubblicato il 22 febbraio 2013 dalla Nuclear Blast.
Il 21 aprile 2015 viene pubblicato HCSS, decimo album in studio.
Il 15 ottobre 2017 esce il singolo Have Mercy on Me.

## Formazione

### Formazione attuale
- Jocke Berg - voce (1997-presente)
- Martin Sandvick - basso (1997-presente)
- Vic Zino - chitarra (2008-presente
- Johan Reivén – drums (2024 – presente)
- Former members

### Ex componenti
- Mika "Dyna Mike" Vainio - batteria (1997-1999)
- Thomas "Silver" Silver - chitarra (1997-2008)
- Magnus "Adde" Andreasson - batteria (1999-2023)

## Discografia

### Album in studio
- 1998 – It's Only Rock 'n' Roll
- 2000 – Bad Sneakers and a Piña Colada
- 2001 – Thank You (For Letting Us Be Ourselves)
- 2003 – No Regrets
- 2005 – Hardcore Superstar
- 2007 – Dreamin' in a Casket
- 2009 – Beg for It
- 2010 – Split Your Lip
- 2013 – C'mon Take on Me
- 2015 – HCSS
- 2018 – You Can't Kill My Rock 'N' Roll
- 2022 – Abrakadabra

### Raccolte
- 2011 – The Party Ain't Over 'til We Say So

### Singoli
- 1998 – Hello/Goodbye
- 1999 – Someone Special
- 2000 – Liberation
- 2001 – Staden Goteborg
- 2001 – Shame
- 2002 – Mother's Love/Significant Other
- 2003 – Honey Tongue
- 2003 – Still I'm Glad
- 2005 – Wild Boys
- 2005 – We Don't Celebrate Sundays
- 2006 – My Good Reputation
- 2007 – Bastards
- 2007 – Dreamin' in a Casket
- 2008 – Silence For The Peacefully
- 2008 – Medicate Me
- 2009 – Beg For It
- 2009 – Into Debauchery
- 2010 – Moonshine
- 2012 – One More Minute
- 2013 – Above The Law
- 2014 – Glue
- 2015 – Touch the Sky
- 2017 – Have Mercy on Me
- 2018 – Bring The House Down
- 2018 – Electric Rider
- 2018 – Baboon
- 2018 – AD/HD
- 2021 – Catch Me If You Can
- 2021 – Dreams in Red
- 2021 – Weep When You Die